# Ільїнське сільське поселення (Моргауський район)
Ільї́нське сільське поселення (рос. Ильинское сельское поселение) — муніципальне утворення у складі Моргауського району Чувашії, Росія. Адміністративний центр — присілок Тренькіно.

## Склад
До складу поселення входять так населені пункти:
| Населений пункт        | Населення, осіб (2010) |
| ---------------------- | ---------------------- |
| Апчари, присілок       | 183                    |
| Василевка, присілок    | 10                     |
| Вурманкаси, присілок   | 100                    |
| Ільїнка, село          | 40                     |
| Куськино, присілок     | 76                     |
| Магазейна, присілок    | 166                    |
| Мемеккаси, присілок    | 94                     |
| Ойкаси, присілок       | 70                     |
| Старе Шокіно, присілок | 53                     |
| Тренькіно, присілок    | 340                    |
| Тябакаси, присілок     | 150                    |
| Хиркаси, присілок      | 65                     |
| Хоп-Кібер, присілок    | 130                    |
| Хундикаси, присілок    | 120                    |
| Чебелькаси, присілок   | 61                     |
| Чураккаси, присілок    | 361                    |
| Шерек, присілок        | 29                     |

Нежилі населені пункти: Оргум.